# Барабаш, Эникё
Эникё Барабаш (венг. Barabás Enikő; род. 21 июля 1986, Регин, Муреш), в замужестве Мирончик (рум. Mironcic) — румынская гребчиха, выступавшая за сборную Румынии по академической гребле в период 2000—2012 годов. Бронзовая призёрка летних Олимпийских игр в Пекине, обладательница двух серебряных и бронзовой медалей чемпионатов мира, четырёхкратная чемпионка Европы, победительница и призёрка многих регат национального значения.

## Биография
Эникё Барабаш родилась 21 июля 1986 года в городе Регин, Румыния. Представительница венгерского этнического меньшинства.
Заниматься академической греблей начала в 1997 году, проходила подготовку в гребном клубе «Мурешул».
Дебютировала в гребле на международной арене в 2000 году, выступив в парных четвёрках на чемпионате мира среди юниоров в Загребе. Год спустя на юниорском мировом первенстве в Дуйсбурге стала серебряной призёркой в той же дисциплине. Ещё через год на аналогичных соревнованиях в Тракае одержала победу в восьмёрках. В 2003 году на чемпионате мира среди юниоров в Афинах вновь была лучшей в восьмёрках.
В 2005 году в парных четвёрках победила на молодёжном чемпионате мира в Амстердаме. Попав в основной состав румынской национальной сборной, в восьмёрках выиграла серебряную медаль на этапе Кубка мира в Итоне и побывала на взрослом чемпионате мира в Гифу, откуда тоже привезла награду серебряного достоинства, выигранную в восьмёрках — в решающем финальном заезде пропустила вперёд только экипаж из Австралии.
В 2006 году в восьмёрках одержала победу на этапах Кубка мира в Познани и Люцерне, в то время как на мировом первенстве в Итоне финишировала шестой.
На чемпионате Европы 2007 года в Познани стала серебряной призёркой в парных четвёрках, тогда как на чемпионате мира в Мюнхене попасть в число призёров не смогла — в парных четвёрках сумела квалифицироваться лишь в утешительный финал B и расположилась в итоговом протоколе соревнований на восьмой строке.
Благодаря череде удачных выступлений удостоилась права защищать честь страны на летних Олимпийских играх 2008 года в Пекине — со своим экипажем в восьмёрках пересекла финишную черту третьей позади команд из США и Нидерландов — тем самым завоевала бронзовую олимпийскую медаль. Кроме того, в этом сезоне отметилась победой на чемпионате Европы в Афинах. 
После пекинской Олимпиады Барабаш осталась в составе гребной команды Румынии на ещё один олимпийский цикл и продолжила принимать участие в крупнейших международных регатах. Так, в 2009 году в восьмёрках она победила на этапе Кубка мира в Люцерне и на европейском первенстве в Бресте, выиграла серебряную медаль на мировом первенстве в Познани.
В 2010 году в той же дисциплине была лучшей на этапе Кубка мира в Мюнхене и на чемпионате Европы в Монтемор-у-Велью. При этом на чемпионате мира в Карапиро взяла бронзу.
В 2011 году отметилась победой на европейском первенстве в Пловдиве, став таким образом четырёхкратной чемпионкой Европы по академической гребле.
Находясь в числе лидеров румынской национальной сборной, благополучно прошла отбор на Олимпийские игры 2012 года в Лондоне — на сей раз финишировала в восьмёрках четвёртой. Вскоре по окончании этого сезона приняла решение завершить спортивную карьеру.